# Bara hon älskar mig
"Bara hon älskar mig" ("Se ao menos ela me amasse") foi a canção que representou a Suécia no Festival Eurovisão da Canção 1997 que teve lugar em Dublin a 3 de maio de 1997.
A referida canção doi interpretada em sueco pela banda Blond. Foi décima-sexta canção a ser interpretad ana noite do festival (a seguir à canção portuguesa "Antes do adeus,  interpretada por Célia Lawson e antes da canção grega "Horepse", cantada por Marianna Zorba. A canção sueca terminou em 14.º lugar, tendo recebido um total de 36 pontos. No ano seguinte, em Festival Eurovisão da Canção 1998, a Suécia foi representada por Jill Johnson que interpretou o tema Kärleken är

## Autores
- Letrista: Stephan Berg
- Compositor: Stephan Berg
- Orquestrador: Curt-Eric Holmquist

## Letra
A canção fala-nos dos sntimentos dum homem em relação a uma mulher,  como ele sentir-se-ia se ela também o amasse. "Se ela me amasse eu teria o anjo, todo o paraíso à espera. Se ela o amasse ele seria o homem que ela veria nos sonhos.

## Outras versões
A banda também gravou uma versão em inglês intitulada "Baby I'll die for you"